# Bedien- und Anzeigeprotokoll
Das Bedien- und Anzeigeprotokoll (abgekürzt BAP) ist ein Protokoll innerhalb vernetzter Steuergeräte in Kraftfahrzeugen, mit welchem eine Trennung von Funktionssteuergeräten und Anzeigesteuergeräten vollzogen wird. Zweck dieser Trennung ist eine einfachere Weiterentwicklung solcher nun spezialisierter Steuergeräte. Das BAP bedient sich innerhalb des OSI-Modells der Schichten 2–7, Schicht 1 (teilweise auch Schicht 2) übernehmen gängige Protokolle wie LIN, CAN oder Flexray.
Ein Beispiel für die Interaktion von Funktions- mit Anzeigesteuergeräten ist die Aktivierung einer Klimafunktion über Bedienmenüs im Fahrzeug.  